# Jbiel
Jbiel (franska: Jbiel (CR), Jbiel (Commune Rurale), arabiska: فرايطة) är en kommun i Marocko.   Den ligger i provinsen El Kelaâ des Sraghna och regionen Marrakech-Safi, i den norra delen av landet, 230 km söder om huvudstaden Rabat. Antalet invånare är 10 852.